# 貝雷濟夫卡 (哈爾科夫區)
貝雷濟夫卡（烏克蘭語：Березівка）是位於烏克蘭東部的鎮，由哈爾科夫州哈爾科夫區的皮索欽市鎮負責管轄。該鎮始建於1696年，面積2.28平方公里，海拔高度150米，2018年人口1,618，人口密度每平方公里709.6人。